# Pecado santo
Pecado santo es una serie de televisión colombiana de 1995, realizada por la programadora TeVecine para la Canal Uno y protagonizada por los actores Jorge Cao, Patricia Ercole, Birgit Bofarull y Miguel Alfonso Murillo. La teleserie fue grabada en el municipio de Gachancipá escenarios que dieron vida a Araucaria, un municipio que se caracterizaba por las condiciones propias de los contextos propios de la sabana cundinamarqués. Fue retransmitida en 2003 en el segmento televisivo "Hora Retro" del Canal Uno. En su emisión original se vio inmiscuida en múltiples controversias a razón de su tratamiento de temas como el voto de castidad del clero y la beatificación de santos locales.

## Sinopsis
Esta es la historia de Efraín Alcázar, quien presiente su muerte, aun cuando va rumbo a una negociación de paz. En la plaza central de Araucaria lo esperan el párroco, la hacendada del pueblo, y el coronel de la policía. El lugar está lleno de agentes antiguerrilla y de curiosos que se agrupan ante la extraña reunión… Al llegar a la escalera de la iglesia tira sus armas, se despoja de todo y se presenta al coronel. Sorpresivamente de entre la turba aparece un hombre por la espalda y lo mata. En este momento, ante los gritos y el descontrol de la población, una mujer, invalida desde la niñez, se levanta de su silla de ruedas y camina. El aparente milagro desata una ola de peregrinaciones hacia esa población. Ante los sucesos, Camilo Greco, un monseñor, es enviado por el Papa desde el Vaticano para aclarar el caso del guerrillero asesinado a quien apodan "El Santo". Sin embargo, Monseñor antes de viajar se entera de que padece un cáncer terminal; esta circunstancia llena de incertidumbre al religioso, quien presenta varios síntomas, pero decide emprender la misión como un desafío pensando que será lo último que hará en la tierra. Además, se enamora de Ángela Gómez, la médico del pueblo, desatando un amor prohibido y extraño, volviéndose motivo de repudio y abominación. En medio aparece la hacendada, Lucrecia Boaventura, quien se encapricha con el religioso y a toda costa y gracias a sus dotes de bruja lo quiere dominar, reducir y llevar a la cama, además de destruirlo. Nuevos misterios y sucesos inesperados como la exhumación del cadáver del guerrillero y su estado intacto generan mayores dudas y misterios por resolver.

## Reparto
- Jorge Cao- Monseñor Camilo Gregio
- Patricia Ercole- Ángela Gómez
- Miguel Alfonso Murillo- Efraín Alcázar
- Birgit Bofarull- Lucrecia Boaventura
- Luigi Aycardi- Germán Chica (Juez de Araucaria)
- Ana Mazhari- Felisa
- Fabio Rubiano- Isidro Guzmán (El loco de Araucaria)
- Marcela Agudelo - Emelina Sandino
- Alberto Valdiri - Rodolfo Serrano (Doctor Serrano)
- Samuel Hernandez - Salvador Montenegro (Coronel de Araucaria)
- Pedro Roa - Padre Felipe Góngora
- Raul Santa - Jaime Cerón (Alcalde de Araucaria)
- Edgardo Román - Ismael Guacaneme
- Carlos Duplat - Obispo en Roma
- Jorge Ali Triana - Obispo en Roma
- Julio del Mar- Monseñor Albarella
- Pedro Roda- Padre Góngora
- Amparo Conde - Yamile de Cerón
- Yolanda García - Oliva
- Leonor Arango - Doña Argenis (Madre de Ángela)
- Tania Fálquez - María Claudia Montenegro
- Andres Navia - Juan Carlos Montenegro
- Luis Velasco - Saturlino
- Hernan Alzate - Teniente Gómez
- Luis Alberto Garcia
- Lucy Colombia
- frank beltran
- Leonor Arango